# San Luis Jilotepeque
San Luis Jilotepeque är en kommunhuvudort i Guatemala.   Den ligger i departementet Departamento de Jalapa, i den centrala delen av landet, 80 km öster om huvudstaden Guatemala City. San Luis Jilotepeque ligger 853 meter över havet och antalet invånare är 10 306.
Terrängen runt San Luis Jilotepeque är huvudsakligen kuperad, men åt sydost är den platt. Runt San Luis Jilotepeque är det ganska tätbefolkat, med 83 invånare per kvadratkilometer. San Luis Jilotepeque är det största samhället i trakten. Omgivningarna runt San Luis Jilotepeque är en mosaik av jordbruksmark och naturlig växtlighet.